# Flaga Bremy
Flaga Wolnego Miasta Hanzeatyckiego Bremy ma kształt prostokąta i składa się z minimum ośmiu poziomych pasów równej szerokości w kolorach:
- czerwonym
- białym

występujących naprzemiennie. Pierwszy pas u góry jest czerwony, natomiast pierwszy pas u dołu jest biały. Wzdłuż całej szerokości flagi po jej lewej stronie występują dwa rzędy kwadratów w kolorach czerwonym i białym. Na środku flagi może występować herb. W przypadku kiedy jest używany duży herb Bremy, flaga składa się z co najmniej 12 pasów.